# Mariana Karr
Mariana Karr (* 29. November 1949 als María Elena Coppola González in Buenos Aires, Argentinien; † 31. Juli 2016 in Mexiko-Stadt) war eine argentinische und mexikanische Filmschauspielerin und Telenovela-Darstellerin.

## Leben
Ihr Filmdebüt gab Karr 1969 im Film Corazón contento. Auf Einladung des Medienunternehmers Emilio Azcárraga Milmo zog sie 1995 nach Mexiko, wo sie bis zu ihrem Lebensende blieb. In Mexiko erhielt sie die Staatsbürgerschaft. Karr verstarb am 31. Juli 2016.
Ihren ersten Auftritt im Fernsehen hatte sie 1968 in der TV-Serie Rafael Heredia El Gitano. Nach dem im Jahre 2016 ausgestrahlten Kurzfilm Para Ti Siempre, Mamá beendete sie ihre Karriere.

## Auszeichnungen
2007 wurde Mariana Karr für ihre Leistungen in der Fernsehserie Pasión mit dem Califa de Oro ausgezeichnet. Für ihre Rolle in der Serie Zacatillo, un lugar en tu corazón erhielt sie die gleiche Auszeichnung im Jahr 2010 erneut.

## Filmografie
- 1969: Corazón contento
- 1969: Somos novios
- 1976: La noche del hurto
- 1978: Escalofrío
- 1980: ¡Qué linda es mi familia!
- 1985: Sucedió en el internado
- 2016: Para Ti Siempre, Mamá (Kurzfilm)

### TV-Serien
- 1968: Rafael Heredia El Gitano (19 Folgen)
- 1969: La cruz de Marisa Cruces (19 Folgen)
- 1970: Perdón para una mujer (9 Folgen)
- 1971: Teleteatro Palmolive del aire (1 Folge)
- 1971: Esto es teatro (2 Folgen)
- 1971: Estación retiro (2  Folgen)
- 1972: Me llaman Gorrión (20 Folgen)
- 1973: Qué vida de locos! (19 Folgen)
- 1973: Lo mejor de nuestra vida... nuestros hijos (19 Folgen)
- 1974: Todos nosotros (17 Folgen)
- 1974: La casa, el teatro y usted (3 Folgen)
- 1973–1974: Humor a la italiana (5 Folgen)
- 1975: Alguien por quien vivir (19 Folgen)
- 1976: El amor tiene cara de mujer (17 Folgen)
- 1977: Tiempo de vivir (19 Folgen)
- 1978: Un mundo de veinte asientos (19 Folgen)
- 1979: Propiedad horizontal (19 Folgen)
- 1979: Profesión, ama de casa (19 Folgen)
- 1979: Andrea Celeste (1 Folge)
- 1980: Un ángel en la ciudad (29 Folgen)
- 1980: Los especiales de ATC (1 Folge)
- 1980: Llena de amor (19 Folgen)
- 1981: Las 24 horas (1 Folge)
- 1981–1982: Teatro de humor (2 Folgen)
- 1982: Rebelde y solitario (19 Folgen)
- 1982: Nosotros y los miedos (1 Folge)
- 1982: La búsqueda (3 Folgen)
- 1982: Como en el teatro (2 Folgen)
- 1983: Compromiso
- 1984: Tramposa (19 Folgen)
- 1986: Venganza de mujer (59 Folgen)
- 1986: Cuando vuelvas a mí (19 Folgen)
- 1987: Vínculos
- 1987: Quiero morir mañana (19 Folgen)
- 1987: Como la hiedra (120 Folgen)
- 1988: El mago (13 Folgen)
- 1991: Es tuya... Juan (29 Folgen)
- 1991: Alta comedia
- 1992: Teatro como en el teatro (9 Folgen)
- 1992: Corazones de fuego (68 Folgen)
- 1975–1092: Alta comedia (3 Folgen)
- 1993: Super Dad (3 Folgen)
- 1994: Papá soltero (1 Folge)
- 1995: La dueña (11 Folgen)
- 1996: Bendita Mentira (3 Folgen)
- 1995–1996: Lazos de amor (100 Folgen)
- 1997: El secreto de Alejandra (3 Folgen)
- 1998: Soñadoras (1 Folge)
- 2000: Mi destino eres tú (3 Folgen)
- 1997–2001: Mujer, casos de la vida real (3 Folgen)
- 2001: María Belén (1 Folge)
- 2001–2002: El juego de la vida (2 Folgen)
- 2002: Así son ellas (1 Folge)
- 2003: Bajo la misma piel (1 Folge)
- 2003: Clap!... El lugar de tus sueños (1 Folge)
- 2005: La madrastra (3 Folgen)
- 2005: Alborada (3 Folgen)
- 2007: Pasión (2 Folgen)
- 2008: Querida Enemiga (1 Folge)
- 2008–2009: Juro que te amo (TV-Serie, 135 Folgen)
- 2010: Zacatillo, un lugar en tu corazón (TV-Serie, 119 Folgen)
- 2011–2012: Amorcito Corazón (TV-Serie, 205 Folgen)
- 2013: Corazón indomable (TV-Serie, 1 Folge)
- 2013: La mujer del Vendava (TV-Serie, 19 Folgen)
- 2014: Qué pobres tan ricos (TV-Serie, 10 Folgen)
- 2009–2014: La rosa de Guadalupe (TV-Serie, 3 Folgen)
- 2015–2016: La vecina (TV-Serie, 31 Folgen)